# Senectoppia rugosa
Senectoppia rugosa är en kvalsterart som beskrevs av Aoki 1976. Senectoppia rugosa ingår i släktet Senectoppia och familjen Granuloppiidae. Inga underarter finns listade i Catalogue of Life.